# 広島市道中広宇品線
広島市道中広宇品線（ひろしましどう なかひろうじなせん）は、広島県広島市を通る市道である。
この道路は、通称「城南通り」「段原通り」といわれ、西区中広町一丁目の中広町2丁目21番交差点から、中区を経由して南区宇品海岸三丁目の宇品IC入口交差点へ至る。
- 起点：広島市西区中広町一丁目・中広町2丁目21番交差点（広島高速4号線中広出入口・広島市道駅前観音線交点）
- 終点：広島市南区宇品海岸三丁目・宇品IC入口交差点（広島高速3号線宇品出入口・国道2号広島南道路交点）
- 総延長：約7.8 km

## 重複区間
- 国道54号・国道191号（広島市中区基町・県立総合体育館前交差点 - 広島市中区基町・広島城南交差点）
- 広島県道37号広島三次線（広島市南区的場町一丁目・的場交差点 - 広島市南区的場町二丁目・大正橋交差点）

## 通過する自治体
- 広島県
  - 広島市
    - 西区
    - 中区
    - 南区

## 交差する道路
- 上側が起点側、下側が終点側。左側が上り側、右側が下り側。
- 全線広島県広島市に所在。

| 交差する道路                         | 交差する道路                               | 交差する場所     | 交差する場所 |
| ------------------------------------ | ------------------------------------------ | ---------------- | ------------ |
| 広島高速4号線 中広出入口             |                                            |                  |              |
| 市道駅前観音線（中広通り）           | 市道駅前観音線（中広通り）                 | 中広町2丁目21番  | 西区         |
| 国道183号（寺町通り）                | 国道183号（寺町通り）                      | 寺町電停         | 中区         |
| ← 広島バスセンター方面（一方通行）   | 国道54号（祇園新道）                       | 県立総合体育館前 | 中区         |
| 国道54号（鯉城通り）                 | -                                          | 広島城南         | 中区         |
| 市道御幸橋三篠線（白島通り）         | 市道御幸橋三篠線（白島通り）               | 女学院前         | 中区         |
| 広島市道松原京橋線                   | -                                          | 上柳橋東詰       | 南区         |
| 市道駅前吉島線（駅前通り）           | 市道駅前吉島線（駅前通り）                 | 駅前大橋南詰     | 南区         |
| 県道164号広島海田線（相生通り）      | 県道37号広島三次線（あけぼの通り）         | 的場             | 南区         |
| 県道37号広島三次線（比治山通り）     | 市道比治山蟹屋線                           | 大正橋           | 南区         |
| 広島市道比治山東雲線                 | 広島市道比治山東雲線                       | 段原中央         | 南区         |
| 国道2号（新広島バイパス）            | 国道2号（新広島バイパス）                  | 出汐町           | 南区         |
| 市道霞庚午線                         | 市道                                       | 翠3丁目3番       | 南区         |
| 広島県道86号翠町仁保線（黄金山通り） | 広島県道86号翠町仁保線（黄金山通り）       | 県立広島大前     | 南区         |
| 国道2号広島南道路                    | 国道2号広島南道路 広島高速3号線 宇品出入口 | 宇品IC入口       | 南区         |

## 地理
- 中広大橋（天満川）
- 広島市立広瀬小学校
- 廣瀬神社（広島市の総鎮守）
- 空鞘橋（旧太田川）
- 広島県立総合体育館（広島グリーンアリーナ）
- 広島市立中央図書館
- ひろしま美術館
- 広島城
- 広島合同庁舎
- 広島女学院中学校・高等学校
- 広島市立幟町中学校（原爆の子の像のモデルとなった佐々木禎子さんが在籍していた）
- 上柳橋（京橋川）
- 西日本旅客鉄道（JR西日本）山陽新幹線・山陽本線・可部線・芸備線 広島駅南口・広島駅ビル「アッセ (ASSE)」
- ウインズ広島
- 広島電鉄本線
- 広島電鉄皆実線
- 比治山
- 広島市現代美術館
- 広島市立まんが図書館
- 広島イースト（旧・広島サティ）
- 広島大学霞キャンパス
  - 広島大学病院
- 進徳女子高等学校
- 広島市漁業協同組合
- テレビ新広島
- 広島県立広島皆実高等学校
- 広島県立広島工業高等学校
- 宇品郵便局
- 県立広島大学本部・広島キャンパス
- コジマNEW宇品店
- イオン宇品ショッピングセンター
- マツダ宇品工場
- 広島競輪場
- 第六管区海上保安本部
- 広島港

## 別名
- 城南通り（広島市）駅前大橋南詰以西
- 段原通り（広島市）市によって公式定義なし